# Yves Benoist
Yves Benoist é um matemático francês, conhecido por seu trabalho sobre grupos dinâmicos sobre espaços homogêneos. É atualmente pesquisador sênior (Directeur de Recherche) do Centre national de la recherche scientifique (CNRS) na Universidade Paris-Sul.
Recebeu o Clay Research Award de 2011 juntamente com seu ex-orientado de doutorado Jean-François Quint.
Apresentou a Takagi Lectures de 2012  em Quioto no Research Institute for Mathematical Sciences (RIMS). Foi palestrante convidado  do Congresso Internacional de Matemáticos em Seul (2014).

## Publicações selecionadas
- com J.-F. Quint: Mesures stationaires et fermés invariants of homogeneous espaces.  Annals of Mathematics, vol 174, 2011, pp 1111–1162.
- com J.-F. Quint: Random walks on finite volume homogeneous spaces. Inventiones Mathematicae, vol 187, 2012, pp 37–59.
- Convexes divisibles I: Algebraic groups and arithmetic, 339–374, Tata Inst Fund. Res., Mumbai in 2004.
- Convexes divisibles II. Duke Math J. 120 (2003), No 1, 97–120.
- Convexes divisibles III: Ann. Sci. École Norm. Sup. (4) 38 (2005), no. 5, 793–832.
- Convexes divisibles IV: Invent. Math. 164 (2006), no. 2, 249–278.
- Propriétés asymptotiques of groupes linéaires. Geom. Funct. Anal. 7 (1997), no. 1, 1–47.
- Actions propres sur les espaces homogeneous réductifs. Ann. of Math. (2) 144 (1996), no. 2, 315–347.
- com P. Foulon, F. Labourie: Flots d'Anosov à distributions stable et instable différentiables. J. Amer. Math. Soc. 5 (1992), no. 1, 33–74.

## Lecture notes on Yves Benoist's work
- Jean-François Quint: Convexes divisibles, d'après Yves Benoist. Séminaire Bourbaki, June 2008.
- François Ledrappier: Mesures sur les espaces station aires homogeneous, d'après Yves Benoist et Jean-François Quint Séminaire Bourbaki, 2012.